# Défense d’afficher
Défense d’afficher (deutsch Plakatieren verboten) ist eine französische Komödie aus dem Jahr 1896 von Georges Méliès. Der Film galt lange Zeit als verschollen, bis er im Jahr 2004 wiederentdeckt wurde.

## Handlung
Ein Wachmann marschiert auf seinen Posten auf und ab. Während er auf einem seiner Kontrollgänge ist, beginnt ein Plakatkleber die Wand mit einem Plakat zu bekleben. Wenig später klebt ein zweiter Plakatkleber ein größeres Plakat über das erste. Es kommt zum Streit zwischen beiden Männern. Sie verschwinden, als ein Gendarm vorbeikommt.
Der Wachmann hat nichts von der verbotenen Plakatiererei bemerkt und wird wenig später von dem Gendarm ausgeschimpft.

## Hintergrundinformationen
Der Film wurde durch das Théâtre Robert-Houdin produziert. In Amerika wurde der Film unter dem Titel Post No Bills veröffentlicht.